# 張浚生
張浚生（1936年7月1日—2018年2月19日），福建長汀人，1956年8月加入中國共產黨，1958年8月進入職場。浙江大學發展委員會主席。曾任新華社香港分社副社長、浙江大學黨委書記。

## 生平
張浚生1954年至1958年在原浙江大學機械系光學機械儀器專業學習（1956年8月加入中國共產黨）。1958年至1965年任原浙江大學機械系光儀教研組助教、教研組秘書、校機械工廠光學車間主任、光儀系科研秘書、黨支部書記。1965年至1983年任原浙江大學光儀系講師、副教授，光儀系黨總支書記，系負責人，校黨委委員、常委、副書記，其中1981年9月至1982年8月在中央黨校第二期中青年幹部培訓班學習。1983年3月至1985年7月任浙江省杭州市委副書記兼秘書長，市經濟開發公司董事長，市委政法委書記。
张浚生被派驻香港前，担任杭州市委副书记一职。《中英聯合聲明》簽署後，張浚生在1985年7月至1987年7月被派駐到香港任新華通訊社香港分社宣傳部副部長、部長。1987年至98年任該社副社長兼新聞發言人，四川省人民政府顧問，浙江大學前顧問教授，中山大学兼職教授。張浚生任職副社長期間，正值香港過渡期，當時中英雙方對過渡安排不時意見分歧。張浚生身為中方駐港機構新華社香港分社的代表之一，他與社長周南的立場及言論常被視為代表中方發言。
1998年張浚生退任離港，同年3月，任浙江大學、杭州大學、浙江農大、浙江醫大四校合併（詳見浙江大學歷史）領導小組副組長，新浙大籌建小組組長，浙江省政府特邀顧問。1998年9月起任浙江大學黨委書記，浙江省政府特邀顧問，先後被聘為浙大兼職教授，中山大學、北京廣播學院兼職教授，四川省政府顧問，浙江省政府特邀顧問，深圳市政府高級顧問，浙江省政府經濟建設諮詢委員會主任等。他也是中共十六大代表，至2004年7月19日因年老退休。

## 逝世
2018年2月19日中午因心臟病發，至下午3时15分於杭州浙江醫院搶救無效病逝，享壽81歲，香港特首林鄭月娥當晚發表聲明表示深切哀悼，称其对香港主权移交“贡献良多”。但也有认为其是一“典型官员”的评论存在，因其处理各种事件时均紧随大陆当局的态度。
同年12月，張浚生靈柩被安葬於浙江安賢園，並且有一個等身銅像安放於墓前。

## 言論與看法
- 张浚生在香港期间，经常批评前港督彭定康，特别对彭定康在1990年代提出的政改方案，认为其又要政改又要维持主权移交前夕的中英的良好关系，是“既要当婊子，又要立贞节牌坊”的做法。在香港主权移交后，他又称彭定康不要再评论香港事务，指责主权移交初期的香港许多问题皆由其在任时制定的政策引起。[4]
- 他曾多番批评英国在香港实行的教育令香港居民疏远大陆。他在2016年接受香港传媒访问时，旺角骚乱发生不久，他称事件影响社会安定，感到痛心；认为香港青年采取盲目的行动的原因是不理解《基本法》。他又批评香港的本土主义，指香港从来都是中国领土，“还想搞甚么本土、还想搞港独，不是开玩笑吗？”[4]
- 香港时事评论员刘锐绍指，张浚生当时跟新华社前社长许家屯一样，常同香港各界人士接触。据报他甚至亲自同意，让亲中报章《文汇报》在六四事件发生后刊登“痛心疾首”的社论。[4]

- 張浚生於2017年6月接受明報專訪時，談到對香港的各種看法，因香港長期受英國殖民統治，殖民政府推行的教育令港人疏離自己的國家，部分人對祖國的觀念趨於淡薄，他認為要搞清「是什麼地方人？」的問題，不應「唱國歌、升國旗」也反對，說成是洗腦[6]。但他深信香港絕大多數人是愛國愛港的，例如他在接受中新社訪問時就指出回歸20年以來「愛國愛港依然是香港的主旋律」[7]

- 對於佔領中環，他認為年輕人受到錯誤引導去佔中，因為那麼多同學參加這活動，就是受了錯誤的引導，「如果有錯誤的認識，就會有錯誤的行動」。他認為基本法第二十三條立法是天經地義，也要「把教育搞好，把年輕人引導好，要使年輕人認識國家的歷史和現狀，加強國情教育」，並說「絕不能因為一些青年走彎路，就放棄，應該要用教育引導，創造機會讓青年融入祖國發展」。不過他深信香港仍擁有很多優勢，如全球最自由的經濟制度、完善法律制度，作為貿易、航運和金融中心的地方「不是內地其他城市能一下子取代的」，而且居民的素質比內地要高。他說香港人既要看到自己的優勢，也不要迷戀過去的相對優勢；既不要自高自大，也不要妄自菲薄。[6][7]

## 關於他的回憶錄
- 有智 曙白 單冷. 胡卿旋 黎耀強 , 编. . 中華書局（香港）有限公司、浙江大學出版社. 2011年11月初版. ISBN 978-988-8148-01-1.